# 孔茨莱班
孔茨莱班（法語：Contz-les-Bains，法語發音：[kɔ̃ts le bɛ̃]；1930年之前名为下孔茨 (Basse-Kontz)；洛林法兰克语：Nidder-Konz、Nidder-Kontz、Nidder-Kons）是法国摩泽尔省的一个市镇，位于该省西北部，属于蒂永维尔区。

## 地理
孔茨莱班（49°27'8"N, 6°20'47"E）面积3.19 平方千米，位于法国大東部大區摩泽尔省，该省份为法国东北部内陆省份，是洛林的一部分，西南接默尔特-摩泽尔省，东临下莱茵省，北与卢森堡和德国接壤。
与孔茨莱班接壤的市镇（或旧市镇、城区）包括：上孔茨、雷泰勒、锡尔克莱班。
孔茨莱班的时区为UTC+01:00、UTC+02:00（夏令时）。

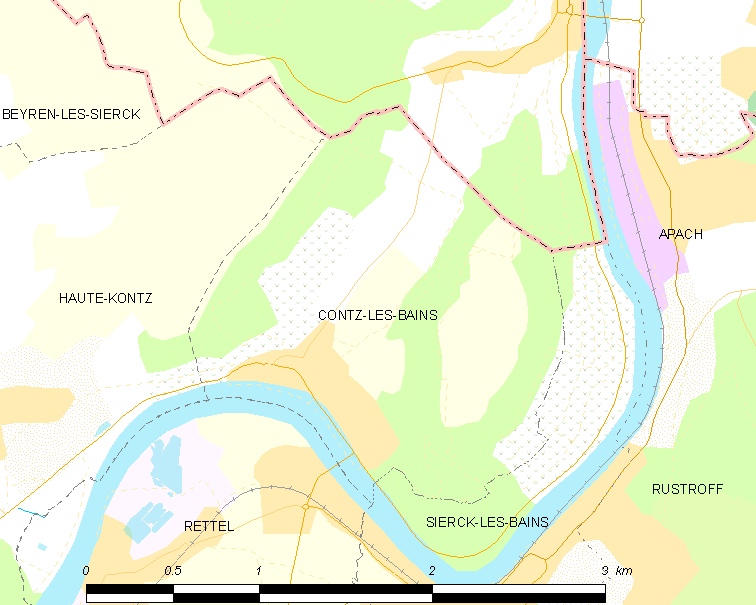
孔茨莱班的OSM定位图

## 行政
孔茨莱班的邮政编码为57480，INSEE市镇编码为57152。

## 政治
孔茨莱班所属的省级选区为布宗维尔县。

## 人口

1962-2008年间孔茨莱班人口变化图示

孔茨莱班于2022年1月1日时的人口数量为524人。